# São João do Polêsine
São João do Polêsine is een gemeente in de Braziliaanse deelstaat Rio Grande do Sul. De gemeente telt 2.782 inwoners (schatting 2009).

## Aangrenzende gemeenten
De gemeente grenst aan Dona Francisca, Faxinal do Soturno, Restinga Sêca en Silveira Martins.